# Barrage du Val di Lei
Le barrage du Val di Lei est un barrage hydroélectrique situé en Suisse sur la frontière italienne, dans le canton des Grisons.

## Géographie
Le barrage se trouve dans la commune suisse de Ferrera à la suite d'un échange de territoire avec l'Italie.
Le barrage retient le Reno di Lei pour former le lac de Lei. Le Reno di Lei est l'affluent le plus méridional du Rhin. Les eaux du lac sont donc les seules d'Italie à se jeter dans la mer du Nord.

## Sources
- Fiche du barrage sur swissdams.ch, consulté le 8 juillet 2008